# Campionat Sud-americà de futbol de 1956
El Campionat sud-americà de futbol de 1956 es disputà a l'Uruguai, el qual es proclamà campió, essent Xile el finalista.
Bolívia, Colòmbia, i Equador abandonaren la competició.
Enrique Hormazábal de Xile fou el màxim golejador amb 4 gols.

## Estadis
| Montevideo         |
| ------------------ |
| Estadio Centenario |
| Capacitat: 65.235  |
|                    |

## Ronda final
| Equip     | PJ | PG | PE | PP | GF | GC | DG | Pts |
| --------- | -- | -- | -- | -- | -- | -- | -- | --- |
| Uruguai   | 5  | 4  | 1  | 0  | 9  | 3  | +6 | 9   |
| Xile      | 5  | 3  | 0  | 2  | 11 | 8  | +3 | 6   |
| Argentina | 5  | 3  | 0  | 2  | 5  | 3  | +2 | 6   |
| Brasil    | 5  | 2  | 2  | 1  | 4  | 5  | −1 | 6   |
| Paraguai  | 5  | 0  | 2  | 3  | 3  | 8  | −5 | 2   |
| Perú      | 5  | 0  | 1  | 4  | 6  | 11 | −5 | 1   |

| Uruguai                                                           | 4–2 | Paraguai                             |
| ----------------------------------------------------------------- | --- | ------------------------------------ |
| Óscar Míguez 12' · Guillermo Escalada 25', 32' · Walter Roque 65' |     | Máximo Rolón 81' · Antonio Gómez 89' |

| Argentina                            | 2–1 | Perú              |
| ------------------------------------ | --- | ----------------- |
| Omar Sívori 43' · Federico Vairo 51' |     | Roberto Drago 56' |

| Xile                                                                | 4–1 | Brasil       |
| ------------------------------------------------------------------- | --- | ------------ |
| Enrique Hormazábal 8', 83' · René Meléndez 65' · Leonel Sánchez 71' |     | Maurinho 38' |

| Uruguai                                   | 2–0 | Perú |
| ----------------------------------------- | --- | ---- |
| Guillermo Escalada 42' · Óscar Míguez 73' |     |      |

| Brasil | 0–0 | Paraguai |
| ------ | --- | -------- |
|        |     |          |

| Argentina             | 2–0 | Xile |
| --------------------- | --- | ---- |
| Ángel Labruna 9', 79' |     |      |

| Brasil                   | 2–1 | Perú              |
| ------------------------ | --- | ----------------- |
| Álvaro 10' · Zezinho 80' |     | Roberto Drago 42' |

| Argentina            | 1–0 | Paraguai |
| -------------------- | --- | -------- |
| Carlos Cecconato 54' |     |          |

| Paraguai         | 1–1 | Perú              |
| ---------------- | --- | ----------------- |
| Máximo Rolón 76' |     | Isaac Andrade 61' |

| Brasil       | 1–0 | Argentina |
| ------------ | --- | --------- |
| Luizinho 88' |     |           |

| Uruguai                              | 2–1 | Xile              |
| ------------------------------------ | --- | ----------------- |
| Óscar Míguez 12' · Carlos Borges 58' |     | Ramírez Banda 59' |

| Xile                                                                                | 4–3 | Perú                                                         |
| ----------------------------------------------------------------------------------- | --- | ------------------------------------------------------------ |
| Enrique Hormazábal 15' · Manuel Muñoz 34' · José Fernández 70' · Leonel Sánchez 86' |     | Félix Castillo 22' · Máximo Mosquera 57' · Gómez Sánchez 80' |

| Uruguai | 0–0 | Brasil |
| ------- | --- | ------ |
|         |     |        |

| Xile                                       | 2–0 | Paraguai |
| ------------------------------------------ | --- | -------- |
| Enrique Hormazábal 41' · Ramírez Banda 51' |     |          |

| Uruguai            | 1–0 | Argentina |
| ------------------ | --- | --------- |
| Javier Ambrois 23' |     |           |

## Resultat
| Campionat Sud-americà 1956 |
| -------------------------- |
| Uruguai                    |
| Uruguai Novè títol         |

## Golejadors
4 gols
- Enrique Hormazábal

3 gols
- Guillermo Escalada
- Óscar Míguez

2 gols
- Ángel Labruna
- Jaime Ramírez Banda
- Leonel Sánchez
- Máximo Rolón
- Roberto Drago

1 gol
- Carlos Cecconato
- Omar Sívori
- Federico Vairo
- Álvaro
- Luizinho
- Maurinho
- Zezinho
- José Fernández
- Manuel Muñoz
- René Meléndez
- Antonio Gómez
- Isaac Andrade
- Félix Castillo
- Óscar Gómez Sánchez
- Máximo Mosquera
- Javier Ambrois
- Carlos Borges
- José Walter Roque